# 林敬次郎
林 敬次郎（はやし けいじろう、1923年11月28日 - 2018年9月2日）は、美津濃株式会社（現ミズノ株式会社）元常務取締役技術開発本部長。
炭素繊維を用いたゴルフクラブ（ブラックシャフト）の開発などで、1970年代、1980年代にスポーツ用品への新素材活用を世界に先駆けておこなった技術者。CFRPを世界で初めてゴルフクラブに採用。1989年、通商産業大臣表彰（安全性認定制度普及功労者表彰）受賞。薬学博士。旧バット工業会会長。

## 経歴
1923年（大正12年）大阪市北区で美津濃株式会社（現ミズノ株式会社）創業者水野利八と内縁の妻林つゆとの間に生まれる。大阪薬学専門学校(旧制)（現大阪大学薬学部）卒業後、第二次世界大戦では海軍にて薬剤官として従事。戦後京都大学医学部薬学科（現京都大学薬学部）へ入学。生薬化学・香料が専門。
- 1949年 京都大学医学部薬学科卒業
- 1949-1956年 小川香料株式会社勤務
- 1956-1959年 京都大学医学部薬学科大学院入学 生薬化学専攻
- 1956-1959年 京都大学医学部薬学科副手　兼　神戸女子薬科大学講師
- 1959年 京都大学にて薬学博士号を受ける
- 1959-1965年 株式会社清水源(現三栄源エフ・エフ・アイ[3]東京研究室室長 兼 三栄化学工業研究課長
- 1965年 甲南化工株式会社研究部長
- 1971年 美津濃株式会社（現ミズノ株式会社）に入社
- 1976年 同社 常務取締役養老工場長
- 1984年 同社技術開発本部長を兼務
- 1989年 通産大臣表彰受賞（安全性認定制度普及功労者表彰）

## 業績
1970年代及び1980年代日本では新素材技術が進み新産業として社会の脚光を浴びていたが、その用途開発や商品化に苦労していた。こうした中、美津濃株式会社（現ミズノ株式会社）は、1971年から東レ株式会社との共同研究により炭素繊維などの新素材を用いてスポーツ用品の性能向上を図る研究開発に着手、これをリードしたのが林敬次郎である。
1972年には、ゴルフクラブに炭素繊維の複合材料を用いたブラックシャフトを開発し、ドライバーの飛距離向上を実現する。スキー板についても研究開発を始め、1978年に炭素繊維を用いることで軽さと弾力を兼ね備えた製品（商品名「ブルーインパルス」）を発表する。
1982年には、ゴルフのドライバーのウッドヘッドにグラファイトを用いたカーボンウッド（商品名「バンガード」）を発表し、ゴルフクラブに素材革命を起こす。CFRPを用いたカーボンウッドを世界で初めて市場に送り出す。ニューセラミックである炭素繊維及びそれらの複合材料である強化プラスチックをスポーツ用品に用いることを世界に先駆け適用した。

## 来歴
父水野利八より「合成樹脂がスポーツ用品の重要な原料（素材）になるに違いないから香料化学を専攻するとよい」とのアドバイスがあり、1949年大学卒業後に小川香料株式会社に入社した。第二次世界大戦中に合成香料から合成樹脂が作られていたなど香料は合成樹脂に関係しており、林敬次郎は京都大学薬学科では、工学部工業化学科の学生と共に、有機薬化学、無機薬化学、薬品分析化学、生薬化学などを受講し、高分子化学にも精通していた。小川香料株式会社での勤務の後、京都大学大学院での研究生活の後も勤務した会社は香料会社であった。しかし、水野利八死去の翌年（1971年）、水野健次郎（元美津濃株式会社会長・異母兄）に勧められ美津野（株）に入社することとなる。その後、新素材を活用したスポーツ用品の開発で次々と成果を収めた。

## 著作

### 学術論文
- 林敬一郎『植物精油成分微量分析におけるクロマトグラフィーの応用』京都大学〈薬学博士 報告番号不明〉、1959年。 NAID 500000480055。
- 林敬一郎, 橋本庸平「精油成分の微量分析(第2報)シリコン処理濾紙による精油成分のクロマトグラフィー」『Pharmaceutical Bulletin』第4巻第6号、日本薬学会、1956年、496-497頁、doi:10.1248/cpb1953.4.496、ISSN 0369-9471。
- 林敬一郎「精油成分の逆相濾紙クロマトグラフイーならびに電気泳動による微量確認法について」『香料』第49号、日本香料協会、1958年6月、ISSN 03686558。
- 「食品香料概論」林敬一郎、J-GLOBAL ID:201602001797325787[9]

### 著書
- 林敬次郎『フレーバリングの技術』食品資材研究会、1970年。 NCID BN14915410。
- 林敬次郎『新素材の応用によるスポーツ品 (新素材100)』冬樹社〈新素材100〉、1989年。ISBN 9784809290084。NDLJP:13637255。「国立国会図書館デジタルコレクション」
- 「コンポジット材料の製造と応用」第3章9 林敬次郎、CMCJapan刊　1990年 ISBN 978-4-88231-093-8
- 「スポーツ用品の動向」（1983年 日刊工業新聞社 トリガー）
- 「変わるスポーツ用品」(1988年10月11日〜12月15日　朝日新聞夕刊科学欄連載)

## 参考資料
- 林敬次郎「スポーツ用品における複合材料(<特集>化学の普及と浸透)」『化学教育』第32巻第2号、日本化学会、1984年、124-127頁、doi:10.20665/kagakukyouiku.32.2_124、ISSN 03862151。
- 林敬次郎「スポーツ用品におけるニューセラミックス繊維類の利用」『繊維学会誌』第43巻第10号、繊維学会、1987年、407頁、doi:10.2115/fiber.43.10_p407、ISSN 0037-9875。
- 林敬次郎「スポーツ用品における新素材(<特集> 暮らしの中の新素材)」『日本機械学会誌』第93巻第854号、日本機械学会、1990年、45-46頁、doi:10.1299/jsmemag.93.854_45。